# James Gomez
James Gomez, né le 14 novembre 2001 à Bakary Sambouya, est un footballeur international gambien qui évolue au poste de défenseur central au OB Odense.

## Biographie

### Carrière en club
Issu du centre de formation du Real de Banjul dans sa Gambie natale, James Gomez est transféré à l'AC Horsens le 20 janvier 2020, sous la forme d'un prêt de 6 mois, après avoir passé une période de test avec l'équipe danoise.
Le 4 août suivant, son prêt est prolongé de six mois supplémentaires, alors qu'il a à peine fait ses premiers pas en Superligaen dans un contexte de pandémie qui suspendu les compétitions,, avant que son transfert ne devienne définitif le 23 décembre 2021, le jeune gambien signant avec les danois jusqu'en 2024. Gomez vient alors de s'illustrer en Coupe du Danemark, où il prend la place de titulaire au centre ou sur le coté de la défense.
Dans une équipe d'Horesens en grande difficulté lors de l'exercice 2020-21, Gomez s'impose comme un titulaire en défense centrale lors de la deuxième partie de saison, sans toutefois parvenir à empêcher la relégation du club,.
En 1. Division, le jeune défenseur reste ainsi parmi les tauliers de son équipe enchainant les titularisations en deuxième division danoise.

### Carrière en sélection
Déjà international avec les moins de 20 ans — dont il est le capitaine lorsqu'ils remportent le tournoi de l'UFOA en battant le Sénégal en finale, — et les moins de 23 ans, Gomez fait ses débuts avec la sélection gambienne senior le 8 juin 2021, lors d'une victoire 1-0 en match amical contre le Togo, où il marque le seul but de la rencontre.
Sélectionné pour la CAN 2021 qui a lieu en janvier 2022, à laquelle la Gambie participe pour la première fois, il s'illustre dès le premier match, au cours d'une victoire 1-0 contre la Mauritanie où il est titulaire en défense centrale,,,.

## Palmarès

### En sélection
| Gambie -20 ans - Coupe des nations de l'UFOA (1) : - Vainqueur en 2021. |